# شادی (فیلم ۱۹۹۸)
شادی فیلمی است آمریکایی به کارگردانی فیلم‌ساز مستقل آمریکایی تاد سولوندز. این فیلم که به سال ۱۹۹۸ ساخته شده است، داستان زندگی سه خواهر و خانواده‌هایشان را روایت می‌کند.